# Aulisostes
Aulisostes är ett släkte av skalbaggar. Aulisostes ingår i familjen Hybosoridae.
Kladogram enligt Catalogue of Life:
| Aulisostes | \| \| Aulisostes paradoxus \| \| \| \| \| \| Aulisostes pseudoparadoxus \| \| \| \| |
|            | \| \| Aulisostes paradoxus \| \| \| \| \| \| Aulisostes pseudoparadoxus \| \| \| \| |
|            | Aulisostes paradoxus                                                                |
|            |                                                                                     |
|            | Aulisostes pseudoparadoxus                                                          |
|            |                                                                                     |